# Heckenretter
Der Heckenretter e.V. pflanzt und pflegt Wildhecken in der Agrarlandschaft und macht auf den ökonomischen, ökologischen und ästhetischen Wert von Hecken aufmerksam. Neben der praktischen Naturschutzarbeit setzt sich die gemeinnützige Naturschutzorganisation mit Bildungs- und Beratungsformaten für die Hecke ein. Seit der Gründung im Jahr 2020 hat der Heckenretter e.V. zusammen mit über 500 Freiwilligen bereits mehr als 6 Kilometer Hecke gepflanzt.

## Aufgaben und Ziele
Der Verein hat eine Vision einer artenreichen, klimaresilienten und erholsamen Landschaft, in der Mensch und Natur eins sind und eine gesunde Ernährung für alle sichergestellt werden kann. Dafür möchte der Heckenretter e.V. die Wildhecke als wertvolles Biotop für die Biodiversität und den Klimaschutz ins gesellschaftliche Bewusstsein rufen. Mit Pflanzaktionen von Wildhecken (norddeutsch: Knicks) und deren fachgerechten Pflege sollen diese naturverträglich genutzt werden. In Schleswig-Holstein zählt die Pflege der Wallhecken sogar zum UNESCO-Kulturerbe. Zu diesem Zweck wirbt der gemeinnützige Verein Flächen bei Landwirten ein und vernetzt sie mit Unternehmen und Privatpersonen, die Strauchpatenschaften übernehmen. Mit Pflanz- und Pflegeaktionen können Freiwillige, Schulklassen oder Abteilungen aus Unternehmen selbst auf dem Feld aktiv werden. Neben der praktischen Arbeit in der Agrarlandschaft sind die Mitglieder des Heckenretter e.V. mit diversen Formaten und Aktionen wie der "Heckensprechstunde", dem "Heckenkieken", der Produktion eines preisgekrönten Holunderbeeren-Sirups oder der Ernennung des "Strauch des Jahres" in bildender und beratender Funktion tätig.

## Soziokratische Struktur
Seit 2023 ist der Verein soziokratisch organisiert. Neben der "Aktiven"-Runde arbeiten die Mitglieder in fünf Untergruppen, den Kreisen zu ihren jeweiligen Themen: "Pflanzen & Pflegen", "Ernten & Herstellen", "Kreativ-Kreis", "Öffentlichkeitsarbeit & Veranstaltungen", "Sozio-Kreis" und "Strategie".

## Aktionen

### Strauch des Jahres
Der Titel Strauch des Jahres wird seit 2022 vom Heckenretter e.V. vergeben. Der gemeinnützige Naturschutzverein will mit der Wahl auf die ökologische Bedeutung von heimischen Wildgehölzen aufmerksam machen und zum Schutz von Knicks und Wildhecken aufrufen. Die Kür erfolgt durch die Mitglieder des Vereins.

### Heckenschnack
Mit einem Impulsvortrag auf dem vom AbL organisierten ersten bundesweiten Heckentag in Deutschland zeigte der Heckenretter e.V. Präsenz und Haltung. Zusammen mit über einem Dutzend der teilnehmenden Organisationen forderten die Heckenretter in einem offenen Brief an Umweltministerin Steffie Lemke bessere Agroforst-Gesetze und Förderbedingungen zugunsten der Hecke, um Naturschutz und Landwirtschaft miteinander zu versöhnen.

## Auszeichnungen

### Constructive World Award
2023 gewann eine SWR2 Wissen-Folge von Richard Fuchs über den Heckenretter e.V. den Constructive World Award von Focus online in der Kategorie "Better Planet". Der Beitrag verändere mit zukunftsorientierten gesellschaftlichen Lösungen das Leben der Menschen nachhaltig.

### Wirkt-Siegel
2023 wurde der Heckenretter e.V. mit dem Wirkt-Siegel der Phineo gAG ausgezeichnet. Der Verein zeige nachweislich hohes Wirkungspotenzial in die SDGs "Städte & Gemeinden", "Nachhaltiger Konsum", "Effektiver Klimaschutz" und "Leben an Land".

### Planet Hero Award
2024 gewann der Heckenretter e.V. den Planet Hero Award in der Kategorie Biodiversität. Der Preis wird von der Zurich Gruppe Deutschland vergeben.